# Konrad Hippenmeier

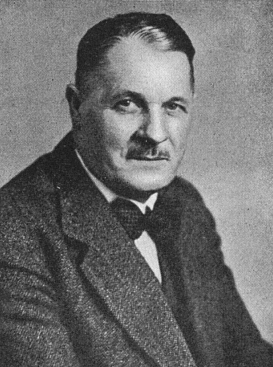
Konrad Hippenmeier

Konrad Hippenmeier (* 5. Juni 1880 in Küsnacht; † 10. April 1940 in Zürich) war ein Schweizer Städteplaner, der in Zürich arbeitete.

## Leben
Max Ziegler war Sohn eines Holzbildhauers, der Lehrer an der Zürcher Gewerbeschule war. Er verbrachte seine Jugend in Küsnacht und Zürich. Nach einer Ausbildung an der Kunstgewerbeschule Zürich trat er beim städtischen Tiefbauamt eine Zeichnerlehre an. Nach Weiterbildung am Polytechnikum Zürich und an der TU Berlin war er mit Kanalisationsprojekten  beschäftigt. In der Freizeit beteiligte es sich zusammen mit Albert Bodmer am international ausgeschriebenen Wettbewerb «Gross-Zürich», der 1915 von der Stadt Zürich ausgeschrieben wurde und das Ziel hatte, eine fundierte Grundlage für die Städteplanung zu erstellen. Das Projekt von Hippenmeier und Bodmer belegte zusammen mit dem Projekt von Hermann Herter, dem späteren Stadtbaumeister, den zweiten Rang – es wurde kein erster Preis vergeben. Hippenmeier wurde zum Chef des Bebauungs- und Quartierplanbüros der Stadt Zürich befördert.